# Jamie Green

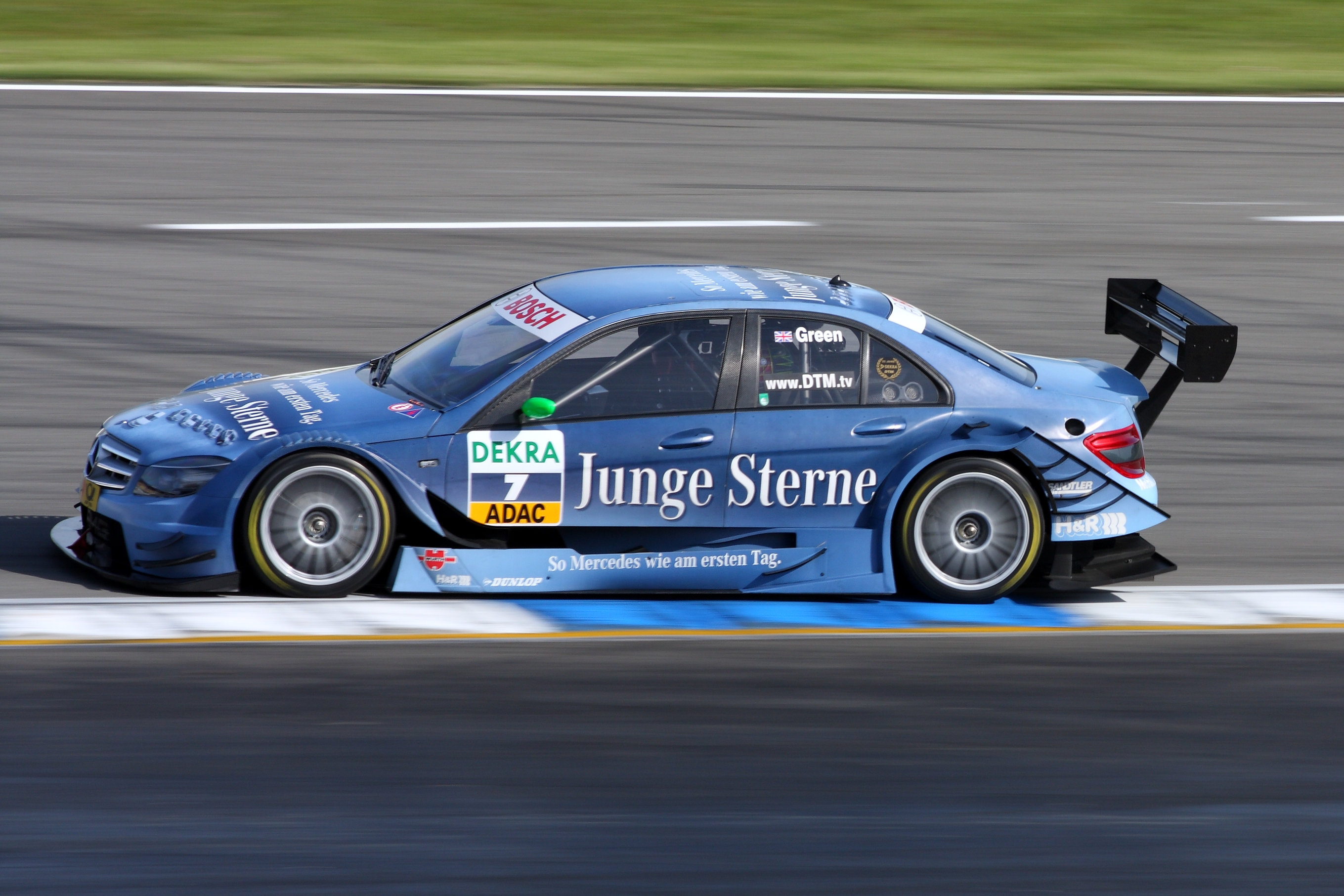
Jamie Green w sezonie 2009 na torze Hockenheimring

Jamie Green (ur. 14 czerwca 1982 w Leicesterze, Anglia) – brytyjski kierowca wyścigowy.

## Kariera

### Karting
Jamie zapowiadał się na bardzo dobrego kierowcę. Karierę rozpoczynał w wieku 10 lat, od kartingu. W tej dyscyplinie osiągnął wiele sukcesów m.in. zdobywając tytuły w Junior British Open Stock Car Championship (1992 r.), Junior ICA British Winter Series (1997 r.) oraz Formula A British Super Libre Winter Series (2000 r.).

### Formuła Renault i Brytyjska Formuła 3 (2001-2003)
Po zakończeniu kariery kartingowej, Green rozpoczął poważną karierę wyścigową, debiutując w zimowym cyklu Brytyjskiej Formuły Renault w roku 2001. W kolejnym sezonie startował już w głównym cyklu tej serii. W obu poradził sobie dobrze jak na kierowcę z małym doświadczeniem w pojazdach open-wheel, zdobywając dwa tytuły wicemistrzowskie. Dzięki tym wynikom dostał nagrodę McLaren Autosport Award na najbardziej obiecującego brytyjskiego kierowcę w 2002 roku. W sezonie 2003 awansował do wyższej rangą Brytyjskiej Formuły 3. Mimo to również i tym razem pokazał wyjątkowy talent, zajmując ostatecznie 2. miejsce w końcowej klasyfikacji.

### Europejska Formuła 3 (2004)
To pozwoliło mu na awans do Europejskiej Formuły 3. W najmocniejszym wówczas francuskim zespole ASM Formule 3 (obecnie ART Grand Prix) zdobył tytuł już w pierwszym podejściu, pokonując w bezpośredniej walce Francuza, Alexandre Prémata.

### DTM (od 2005)
To osiągnięcie otworzyło mu drogę do samego przedsionka Formuły 1 – GP2 – która zastąpiła słabnącą prestiżem Europejską Formułę 3000. Brytyjczyk przyjął jednak ofertę zespołu Persson, startującego w niemieckiej serii samochodów turystycznych – DTM. Była to dość kontrowersyjna decyzja, z tego względu, że serial ten nie dawał dużych szans na awans do Formuły 1. Dodatkowo Jamie nie miał doświadczenia w tego typu pojazdach.
Brytyjczyk w nowej serii prezentował wysoki poziom, będąc wyraźnie lepszym niż jego kanadyjski partner, Bruno Spengler. Ostatecznie dorobek 29 punktów z dwoma miejscami w trójce oraz pierwszymi polami startowymi, zapewniły mu 6. pozycję w klasyfikacji generalnej mistrzostw.
Dzięki tak wyśmienitej postawie, od sezonu 2006 Brytyjczyk reprezentował fabryczny zespół Mercedesa. Niestety, u boku multimistrza tej serii, Niemca Bernda Schneidera, nie prezentował się najlepiej. Pomimo czterech pole position, w całym sezonie trzy razy stanął na podium, a w klasyfikacji generalnej zajął 5. miejsce z dorobkiem 31 punktów, podczas gdy jego bardziej doświadczony kolega zdobył tytuł mistrzowski.
W drugim roku startów w tej stajni pokazał się jednak z dużo lepszej strony, wygrywając dwa ostatnie wyścigi sezonu. Wówczas prezentował się wyraźnie lepiej od zespołowego partnera, którym tym razem był dwukrotny mistrz świata Formuły 1, Mika Häkkinen. To w połączeniu z innymi wynikami pozwoliło mu na zgromadzenie 34,5 punktów i zajęciu 4. lokaty na koniec sezonu.
Trzeci sezon był jeszcze lepszy. W ciągu jedenastu wyścigów czterokrotnie odwiedzał podium, w tym ponownie dwa razy zwyciężył, uzyskując ostateczną sumę aż 52 punktów. Nie zmieniło to jednak pozycji końcowej, którą znowu okazała się 4. lokata.
Pomimo osiągania dobrych wyników, po trzech latach współpracy z zespołem H.W.A. GmbH, Green powrócił do prywatnej ekipy Persson, gdzie po raz pierwszy jeździł w samochodzie o rocznej specyfikacji.